# تودریک
تودریک (به انگلیسی: Tudric) نام تجاری برای ظروف‌پیوتر است که توسط دبلیو. اچ. هاسلر از بیرمنگام برای لیبرتی و شرکت، لندن ساخته شده‌ است، طراح اصلی آرچیبالد ناکس به همراه دیوید ویزی، الیور بیکر و رکس سیلور است. محدوده‌های طلا و نقره که به نام سیمریک (حرفه‌ای: کومریک) شناخته می‌شدند. لیبرتی در سال ۱۸۹۹ میلادی تولید تودریک را آغاز کرد و تا دهۀ ۱۹۳۰ میلادی ادامه یافت. این طرح‌ها از سبک‌های آر نُوو و احیای سلتیک استفاده می‌کنند و همچنان در بین کلکسیونرها محبوب هستند.
پیوتر تودریک متمایز از سایر پیوترها با کیفیت بهتر، و دارای درصد نقرۀ بالاتری بود. پیوتر به‌ طور سنتی به عنوان «نقرۀ شخص فقیر» شناخته می‌شود.

## نگارخانه

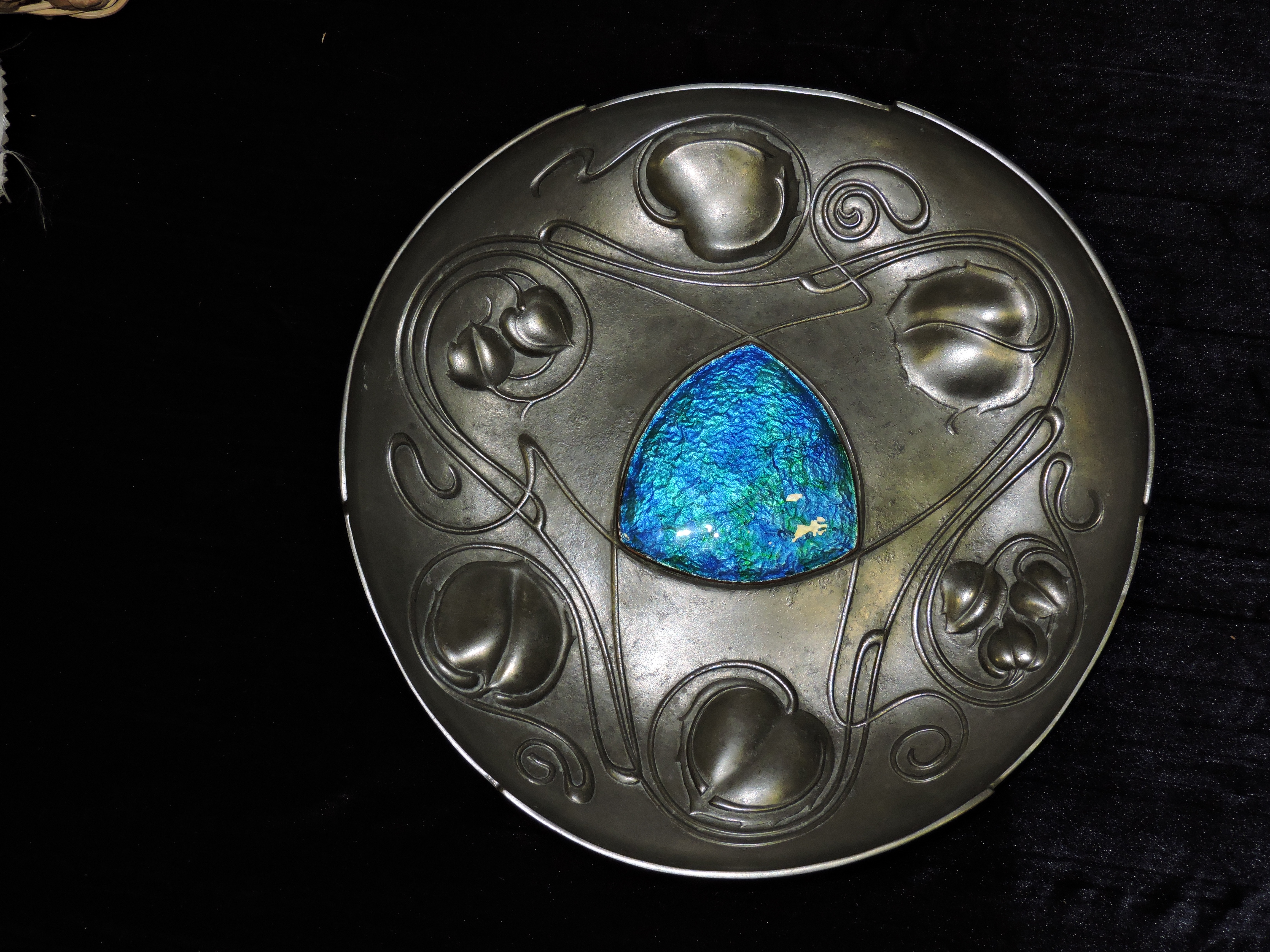
بشقاب پیوتر و میناکاری «بوللین» (طرح ۰۴۴)
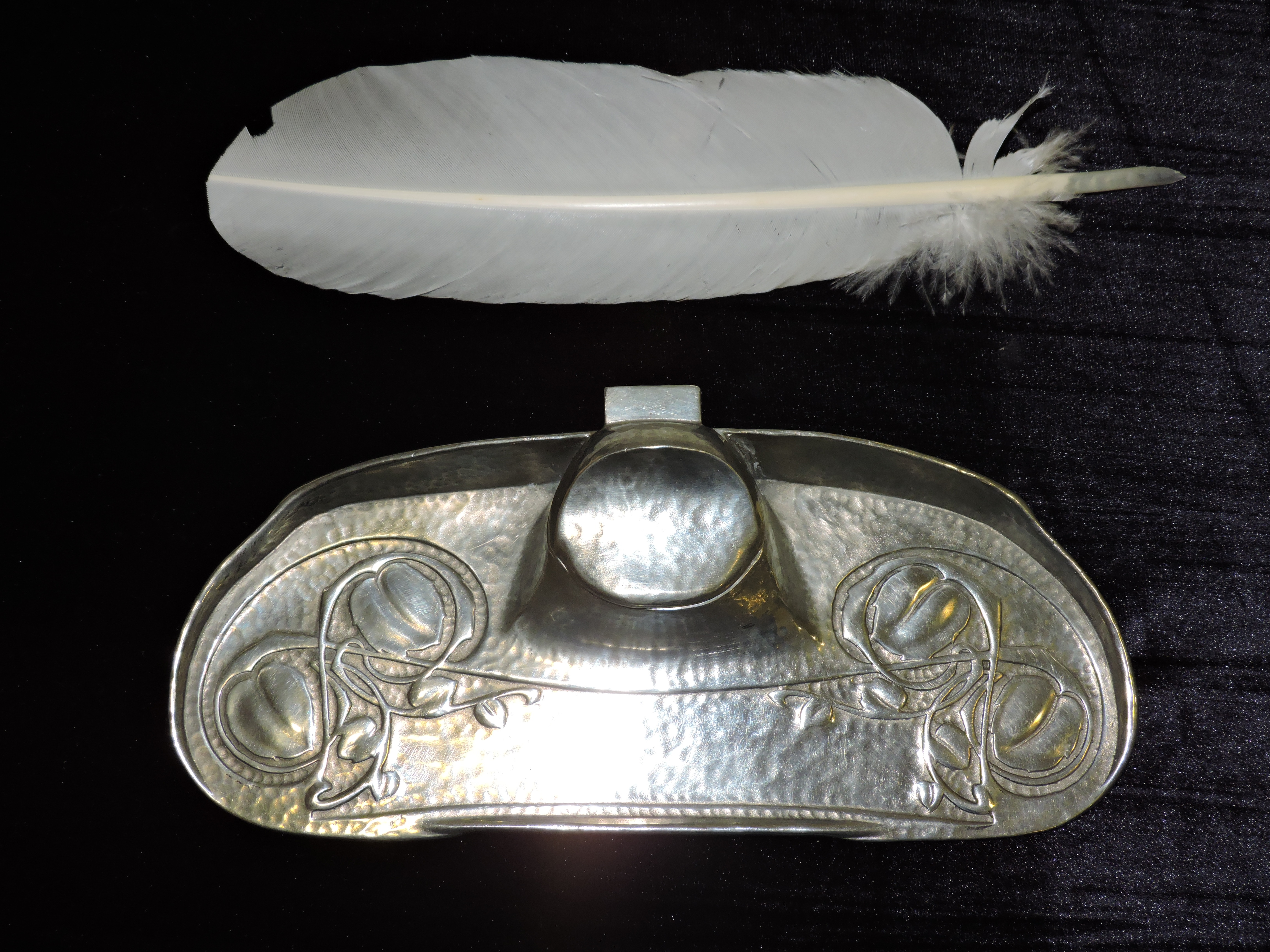
جوهردان با روکش چکشی معمول (طرح ۰۴۰۴)
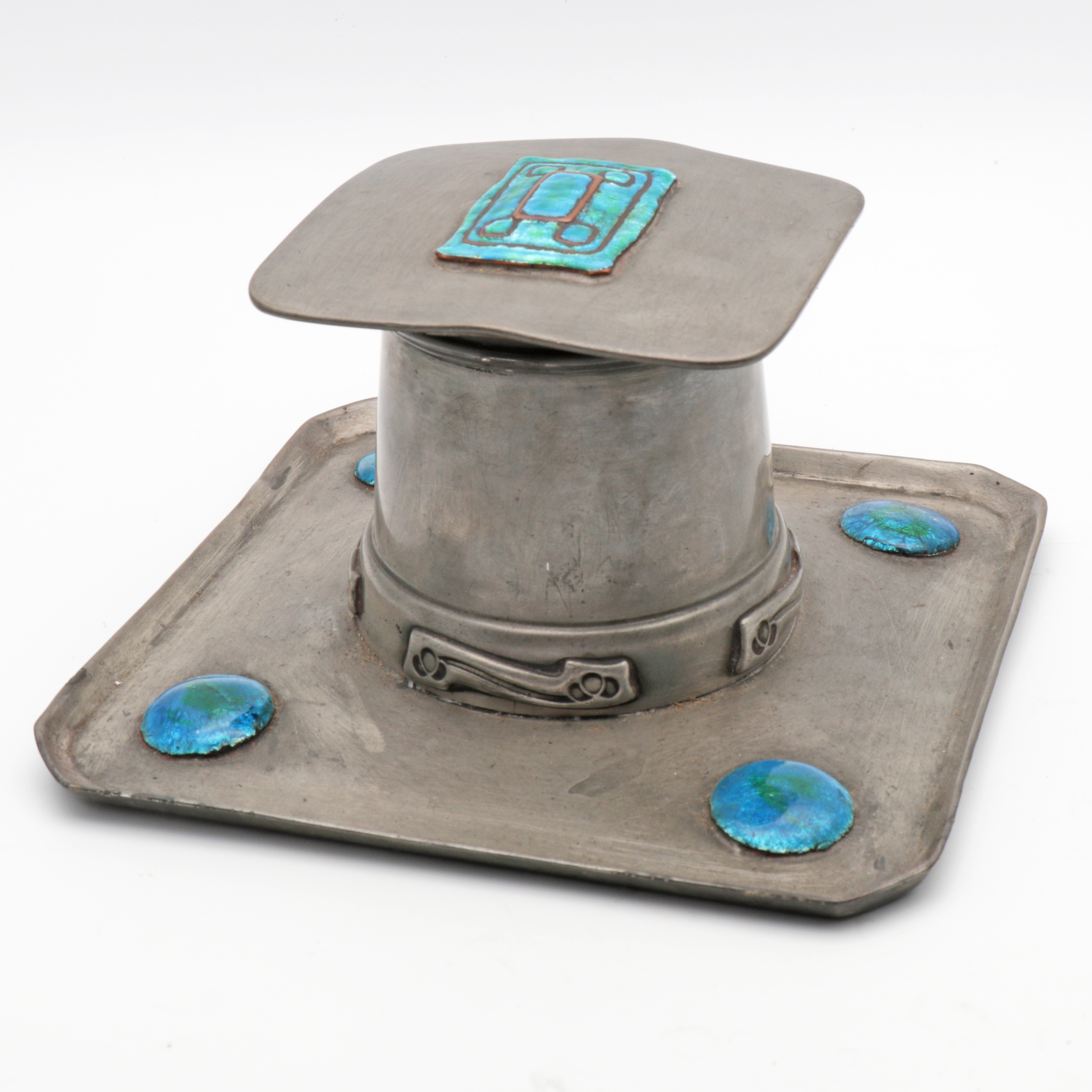
جوهردان پیوتر با میناکاری (طرح ۰۱۴۱)
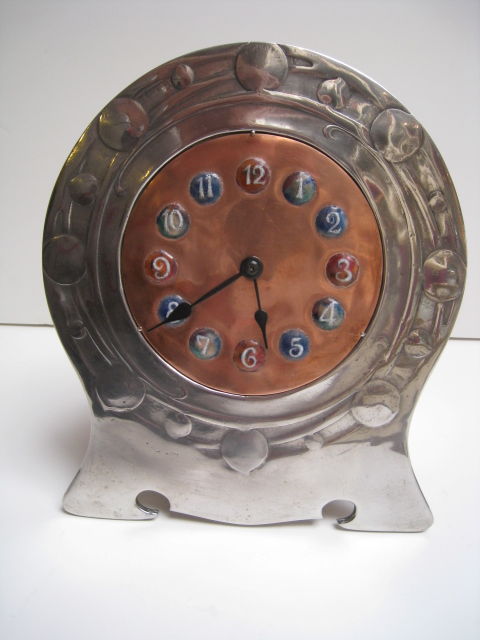
ساعت (طرح ۰۳۶۶)
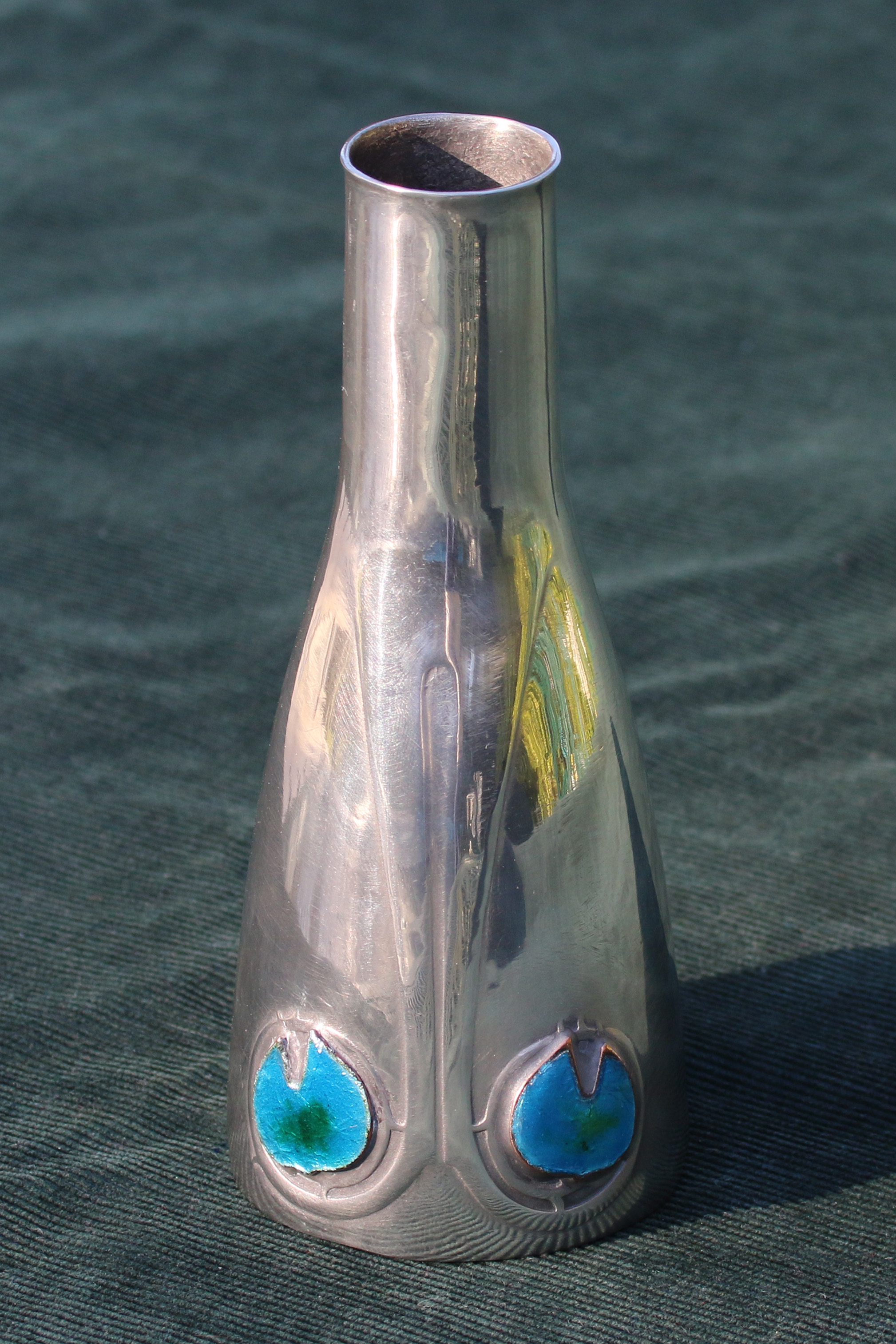
گلدان (طرح ۰۳۲۳)